# Das Schwein – Eine deutsche Karriere
Das Schwein – Eine deutsche Karriere ist ein dreiteiliger Fernsehfilm über den Aufstieg des Berliners Stefan Stolze (gespielt von Götz George), der mit rücksichtslosen Methoden Karriere macht. Die Episoden wurden erstmals ab 19. März 1995 bei Sat.1 ausgestrahlt.

## Handlung

### Teil 1
Die Handlung beginnt im Deutschland der Nachkriegszeit. Stefan Stolze (Daniel Weiss) wächst bei seiner Mutter Monica, einer Theaterschauspielerin (Rosemarie Fendel), auf. Er ist ein uneheliches Kind. Sein Vater ist der Mutter zufolge im Krieg gefallen. Stefan ist ein mittelmäßiger Schüler, der schon früh Tricks anwendet, um sich Vorteile zu verschaffen.
Stefan schwärmt für das Mädchen Krista, das sich mit seinen Freundinnen über ihn lustig macht. Um sich zu rächen, beschädigt Stefan Kristas Fahrrad, woraufhin das Mädchen stürzt und sich verletzt. Sein bester Freund ist Lutz, der mit seinem Deutschlehrer, Herrn Winzer, auf Kriegsfuß steht und befürchtet, seinetwegen sitzenzubleiben. Stefan verspricht ihm, dass Winzer verschwindet. Im Unterricht provoziert Stefan den Lehrer während einer Klassenarbeit durch schmatzendes Kaugummikauen und weigert sich, den Kaugummi aus dem Mund zu nehmen. Mit den Lippen formt er lautlos das Wort „Arschloch“. Herr Winzer verliert die Beherrschung und ohrfeigt Stefan, der daraufhin mit Nasenbluten aus der Klasse läuft. In der Toilette stellt er fest, dass die Verletzung zu harmlos ist, um Konsequenzen für den Lehrer zu haben, und schlägt seinen Kopf gegen die gekachelte Wand. Als seine Mutter Stefans zerschundenes Gesicht sieht, schaltet sie einen Anwalt ein. Herr Winzer wird an eine andere Schule versetzt.
Wenig später fliegt Stefan selbst von der Schule, da er seine Mitschüler in der Umkleidekabine der Turnhalle bestohlen hat. Seine Mutter ist entsetzt und fragt: „Was soll nur aus dir werden, Junge?“
Nach dieser Frage erfolgt ein Zeitsprung von ca. 20 Jahren. Stolze ist mittlerweile erwachsen und Zuhälter, außerdem landet er wegen anderer krimineller Machenschaften im Gefängnis. Jedoch kommt er dank eines Geständnisses bald wieder auf freien Fuß.
Im Gefängnis hat er Robert Korda (Michael Mendl) kennengelernt, der im Jähzorn – meistens aus Eifersucht – mehrere Körperverletzungen begangen hat. Robert sorgt sich um seine Frau Eva (Edda Leesch), die mit der Verwaltung seiner Immobilienfirma überfordert ist, und bittet Stefan, sich nach seiner Freilassung um Eva zu kümmern. Stefan nutzt die Gelegenheit und veranlasst die naive Eva, ihm die Firma zu überschreiben. Außerdem beginnen Eva und Stefan ein Verhältnis.
Inzwischen hat Stefan seinen alten Freund Lutz (Felix von Manteuffel) wiedergetroffen. Die beiden bleiben in Kontakt. Lutz hilft Stefan bei der illegalen Übernahme der Korda-Firma, ohne zu ahnen, dass Stefan seinen Freund Robert hintergeht.
Die Firma floriert unter Stefans Leitung, doch eines Tages steht der betrogene Robert, mittlerweile entlassen, vor der Tür. Er greift Stefan an, besinnt sich jedoch im letzten Moment darauf, dass er im Fall einer erneuten Körperverletzung sofort wieder ins Gefängnis müsste.
Eines Tages taucht Alice van Lueck (Andrea Sawatzki) in der Firma auf. Sie ist die einzige Tochter und somit Erbin des Elektrokonzernbetreibers Theodor van Lueck. Stefan umwirbt die unscheinbare Frau, die sich schließlich in ihn verliebt. Als sie Stefan ihrem Vater vorstellt, reagiert dieser kühl und ablehnend.
Teil 1 endet mit Stefans und Alices Hochzeit. Auf der Hochzeit erscheint wiederum Robert Korda, der mittlerweile weiß, dass Stefan mit seiner Frau geschlafen hat. Er geht auf Stefan los und wird hinausgeworfen, nachdem er laut verkündet hat, er kenne Stefan aus dem Gefängnis. Auf der Hochzeit begegnet Stefan auch Alices angeblich bester Freundin Gabi, die sich über die verklemmte Alice lustig macht: „Es war eine ungleiche Freundschaft. Alice hat von meinen Männern geträumt, und ich habe ihr ihren – wenn es denn einen gab – weggenommen.“ Stefan erwidert: „Man sollte gute alte Gewohnheiten nicht aufgeben“. Stefan und Gabi verlassen unbemerkt die Gesellschaft und gehen miteinander ins Bett. Am Ende fahren Stefan und Alice in die Flitterwochen.

### Teil 2
Zu Beginn des zweiten Teils feiern Stefan und Alice ihren 10. Hochzeitstag. Alice ist mittlerweile von Stefan desillusioniert, hängt jedoch immer noch an ihm – im Restaurant sagt sie: „Auf zehn Jahre. Du warst zwar nicht ein einziges davon – wahrscheinlich nicht einmal das erste – treu, aber es war trotzdem keine schlechte Zeit. Du kannst charmant sein, wir haben ein paar wirklich schöne Reisen gemacht, und manchmal schläfst du sogar mit mir.“
Mit seinem Schwiegervater versteht sich Stefan nach wie vor nicht. Er hat vor, van Lueck als Konzernchef abzusetzen und selbst an seine Stelle zu treten. Dafür muss er die Vorstandsmitglieder für sich gewinnen. Theodor van Lueck versucht seine Tochter zur Scheidung zu bewegen.
Stefan beginnt, gegen seinen Schwiegervater zu intrigieren. Er kopiert Geschäftsunterlagen und spielt sie dem Finanzamt zu, woraufhin die Steuerfahndung auf van Lueck aufmerksam wird. Alices Vater erscheint abends bei Stefan und Alice, beschuldigt ihn zu Recht, die Unterlagen gestohlen zu haben, bedroht ihn mit einer Pistole und schießt auf ihn.
Im Krankenhaus wird Stefan von Polizisten befragt. Alice verweigert jede Auskunft, doch Stefan behauptet, sein seniler Schwiegervater habe eine Geschichte vom Kriegsende erzählt und zur Veranschaulichung eine Waffe dabeigehabt, aus der sich dann ein Schuss gelöst habe. Van Lueck sagt jedoch die Wahrheit – dass er seinen Schwiegersohn umbringen wollte und bedauere, dass es ihm nicht gelungen sei. Später bemerkt einer der Polizisten zu seinem Kollegen: „Der hat doch absichtlich so schlecht gelogen – er will den Alten im Gefängnis sehen!“
Während das Verfahren gegen van Lueck läuft, beginnt Alice zu trinken. Sie ist fast immer beschwipst, jedoch noch nicht schwer betrunken. Einmal will sie sich scheiden lassen, einmal vom Balkon springen, kommt jedoch zu keinem Entschluss.
Stefan engagiert einen Mann, der von Theodor van Luecks Garten aus auf Stefans Wagen schießt. Van Lueck, bis dahin auf freiem Fuß, kommt ins Gefängnis. Vor Gericht wird er zu drei Jahren Haft verurteilt. Als Konzernchef scheidet er damit aus, Stolze erreicht, zum Vorstandsvorsitzenden gewählt zu werden. Mitgeteilt wird ihm der Entschluss von der attraktiven Sibylle Curtius (Gudrun Landgrebe), für die sich Stolze nunmehr interessiert.
Stolze ist Leiter der Firma und braucht Alice nicht mehr. Er umwirbt offen Sibylle, die mit dem Galeriebetreiber Harald Curtius verheiratet ist. Alice ist mittlerweile alkoholabhängig. Als sie eines Abends schwer betrunken ist und Stefan eine Szene macht, macht Stefan sich über sie lustig und erzählt ihr, schon auf der Hochzeit mit ihrer Freundin Gabi geschlafen zu haben. Er gibt ihr ihre Autoschlüssel, woraufhin sie losrast und tödlich verunglückt.
Stolze beginnt ein Verhältnis mit Sibylle Curtius und will sie heiraten. Er beauftragt einen Privatdetektiv, belastendes Material über Harald Curtius zu finden, um Sibylle zur Scheidung zu bewegen. Der Detektiv findet heraus, dass Curtius homosexuell ist, und liefert Stefan Fotos. Als Stefan diese Sibylle zeigt, reagiert sie gelassen. Sie weiß nach 15 Jahren Ehe längst, dass ihr Mann mit Männern fremdgeht, und nennt Stefan Haralds zahlreiche Vorzüge. Fürs Bett habe sie dagegen ihn, Stefan, und so solle es auch bleiben. Sie denkt nicht an eine Scheidung von Harald.
In der Zwischenzeit ist Stolzes Vater Karlheinz Bertel (Rudolf Wessely), angeblich im Krieg über dem Ärmelkanal abgeschossen, wieder aufgetaucht. Stolzes Mutter hat die Dinge „heroisiert“; ihr Verlobter ist nicht gefallen, sondern hat sie sitzengelassen. Stefans Eltern treffen sich und kommen wieder zusammen.

### Teil 3
Teil 3 schildert die neunziger Jahre. Stefan Stolze, immer noch mit Sibylle Curtius liiert, schlägt Kapital aus der Wiedervereinigung und übernimmt eine marode Firma in Sachsen-Anhalt.
Er beginnt eine Affäre mit seiner Kollegin Wanda Weißenfels (Martina Gedeck), die ihn heiraten will. Gemeinsam finden sie belastendes Material über Stefans Kollegen Deterding – er hat im Iran eine Giftgasfabrik bauen lassen. Stefan, der Deterding loswerden will, erpresst ihn mit seinem Wissen und zwingt ihn zur Kündigung.
Wie Stefan von einem Privatdetektiv erfahren hat, hat Sibylles Mann Harald Aids. Sie hängt nach wie vor an ihrem Mann und ist unglücklich über seinen bevorstehenden Tod, lässt sich jedoch scheiden und heiratet Stefan.
Stefans Mutter erleidet einen Schlaganfall und ist fortan geistig verwirrt.
Stefan beginnt ein Verhältnis mit Rita (Marie Bäumer), der nun halbwüchsigen Tochter seines besten Freundes Lutz. Rita will von zu Hause ausreißen und verschwindet spurlos, nachdem Stefan ihr 10 000 Mark gegeben hat. Der verzweifelte Lutz verfällt dem Alkohol.
Am Ende explodiert ein marodes Werkgebäude in Bergedorf. Zur gleichen Zeit erhält Stefan Stolze das Bundesverdienstkreuz.

## Trivia
- Götz George verkauft als Stolze im ersten Teil ein Otto-Dix-Gemälde, auf dem sein wirklicher Vater Heinrich George abgebildet ist, das später in der Handlung (Teil 2) auch noch einmal eine Rolle spielt.
- Bei der Befragung des angeschossenen Stefan Stolze im Krankenhaus gibt es eine kleine Reminiszenz an die von George gespielte Figur des Tatort-Kommissars „Horst Schimanski“; ein Schauspieler, als Polizeikommissar, trägt die »Schimanski-Jacke« zu Jeans und Stiefeln.
- In Teil 3 sieht Stolze im Fernsehen die Meldungen von der Ermordung von Detlev Rohwedder (1. April 1991) und von der Bombardierung Israels durch den Irak (18. Januar 1991) – allerdings in der falschen Reihenfolge.

## Kritiken
- Prisma Online: „Götz George porträtiert in diesem dreiteiligen TV-Film eindrucksvoll den Aufstieg eines Deutschen, der zunächst nach Ende des Zweiten Weltkriegs als Jugendlicher eine bittere Zeit der Not und Entbehrungen erlebt und schließlich skrupellos zu einem wichtigen Wirtschafts-Magnaten heranreift.“[1]

## Auszeichnungen
1995 erhielt Götz George für seine Rolle in diesem Film den Telestar als Bester Darsteller in einem Fernsehspiel.